# Форсайт (округ, Северная Каролина)
Форсайт (англ. Forsyth) — округ в штате Северная Каролина, США. По данным переписи 2010 года, численность населения составила 350 670 человек. Окружным центром является город Уинстон-Сейлем.

## История
Округ сформирован в 1849 году из округа Стокс. Назван в честь полковника Бенджамина Форсайта, который был убит во время войны 1812 года.

## География
По данным Бюро переписи населения США, округ имеет общую площадь 1,069.7 км², из которых 1,061.9 км² занимает суша и 7.8 км² вода.

### Соседние округа
- Округ Стокс (Северная Каролина) — север
- Округ Гилфорд (Северная Каролина) — восток
- Округ Дейвидсон (Северная Каролина) — юг
- Округ Дейви (Северная Каролина) — юго-запад
- Округ Ядкин (Северная Каролина) — запад
- Округ Сарри (Северная Каролина) — северо-запад

### Дороги
|                                                                              |                                                              |
| - — I-40 - — I-74 - — I-40 (Bus.) - — US 52 - — US 158 - — US 311 - — US 421 | - — NC 8 - — NC 65 - — NC 66 - — NC 67 - — NC 109 - — NC 150 |

## Демография

Возрастная пирамида округа

По данным переписи 2000 года, насчитывалось 306 067 человек, 123 851 домашнее хозяйство и 81 741 семья, проживающая в округе. Средняя плотность населения составила 289 чел./км². Расовый состав округа: 68,47 % белые, 25,61 % афроамериканцы, 0,30 % коренные американцы, 1,04 % азиаты, 0,03 % жители тихоокеанских островов, 3,25 % другие расы, 1,30 % две и более рас и 6,40 % испанцы или латиноамериканцы.
Из 123 851 домохозяйства 30,50 % имели детей в возрасте до 18 лет, проживающих с ними, 48,90 % супружеских пар, 13,50 % женщин, проживающих без мужей и 34,00 % не имеющих семьи. 28,90 % всех домохозяйств составляли отдельные лица, из которых 9,30 % лица в возрасте 65 лет и старше.
Возрастной состав округа: 23,90 % в возрасте до 18 лет, 9,60 % от 18 до 24 лет, 31,10 % от 25 до 44 лет, 22,80 % от 45 до 64 лет и 12,60 % в возрасте 65 лет и старше. Средний возраст составил 36 лет.
Средний доход на домашнее хозяйство в округе составил $42,097, а средний доход на семью %52,032. Мужчины имеют средний доход %36,158, а женщины $27,319. Доход на душу населения в округе составил $23,023. Около 7,90 % семей и 11,00 % населения были ниже черты бедности, в том числе 15,10 % из них моложе 18 лет и 9,70 % в возрасте 65 лет и старше.

## Населённые пункты

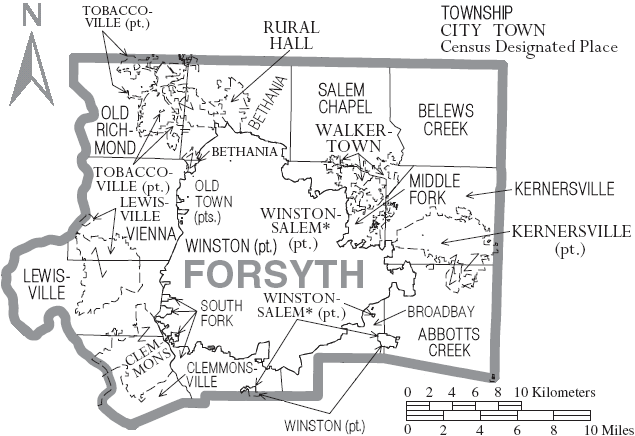
Карта округа Форсайт (Северная Каролина) с указанием городских муниципалитетов и районов

### Города
- Бетания
- Кернерсвилл
- Хай-Пойнт (большая часть находится в округе Гилфорд)
- Кинг (большая часть находится в округе Стокс)
- Льюисвилл
- Рурал-Холл
- Уолкертаун
- Уинстон-Сейлем

### Деревни
- Клеммонс
- Тобакковилл

### Тауншипы
Округ делится на 15 тауншипов: Абботс-Крик, Бельюс-Крик, Бетания, Бродбей, Клеммонсвилл, Кернерсвилл, Льюисвилл, Мидл-Форк I, Мидл-Форк II, Олд-Ричмонд, Олд-Таун, Сейлем-Чапел, Саут-Форк, Вьенна и Уинстон. 

#### Бывший тауншип
В 2003 году тауншип Мидл-Форк был разделён на тауншипы Мидл-Форк I и Мидл-Форк II.

### Невключённые общины
- Бельюс-Крик
- Бетабара
- Доннаха
- Дозьер
- Пфаффтаун
- Сьюард
- Стэнливилл
- Юнион-Кросс
- Виенна